# 东坝西站
东坝西站是北京地铁12号线一座车站，地处北京市朝阳区将台地区与东坝地区交界东八间房路沿线、坝河及其支流亮马河交汇口北侧，东侧为12号线和3号线共用的东坝车辆段，其出入段线亦与本站相连。本站于2024年12月15日随12号线一期开通运营。

## 车站楼层
| 地面     | 街道                       | 出入口                           |
| 地下一层 | 站厅                       | 客务中心、自动售票机、进出站闸机 |
| 地下二层 |                            | █ 12号线往四季青桥（驼房营）     |
| 地下二层 | 岛式站台，左侧开门         |                                  |
| 地下二层 | █ 12号线往东坝北（东坝北） |                                  |

## 历史
本站工程名为北岗子站，2023年7月21日于站名预案中以临近元代“阜通七坝”之一的西阳坝古坝址为由改为西阳坝站，2024年1月3日正式公布为东坝西站。

## 出入口
东坝西站设有2个出入口。
|                       |          |                  |      |            |
| 编号                  | 指示     | 建议前往的目的地 | 图片 | 无障碍设施 |
| 出口 · A              | 将台东路 |                  |      | 不適用     |
| 出口 · C · 升降机标志 | 将台东路 |                  |      |            |
| 註： 設有             |          |                  |      |            |